# 엑스파일: 미래와의 전쟁
《엑스파일: 미래와의 전쟁》(영어: The X-Files 혹은 The X-Files: Fight the Future)은 1998년에 개봉한 미국의 SF 스릴러 영화이다. 텔레비전 시리즈 《엑스파일》이 원작이며, 엑스파일 프랜차이즈의 첫 번째 극장용 영화이다. 대한민국에서는 3년 뒤에 KBS에서 더빙 방영했다.
2008년 속편 《엑스파일: 나는 믿고 싶다》가 개봉하였다.

## 줄거리
최종 빙기의 기원전 35,000년. 훗날 노스 텍사스가 되는 지역의 동굴 안에서 두 혈거인이 외계 생명을 마주친다. 하나는 외계 생명에게 살해되고, 다른 하나는 외계 생명의 몸에서 흘러나온, 석유를 연상시키는 물질에 감염된다.
1998년 같은 지역에서 한 소년이 땅 밑 구멍 안으로 떨어진 뒤 땅에서 새어 나온 동일한 검은 물질에 감염된다. 이후 연방수사국(FBI) 특수 요원 폭스 멀더와 데이나 스컬리는 인체 내에 외계 생명 조직을 발생시키는 외계 바이러스와 관련한 거대한 음모에 휘말린다.

## 출연진
- 데이비드 듀코브니 - 특수 요원 폭스 멀더 역
- 질리언 앤더슨 - 특수 요원 데이나 스컬리 역
- 마틴 랜다우 - 앨빈 커츠와일 역
- 블라이드 대너 - 재나 캐시디 역
- 아르민 뮐러슈탈 - 콘라트 슈트루크홀트 역
- 미치 필레지 - 월터 스키너 부국장 역
- 윌리엄 B. 데이비스 - 담배 피우는 남자 역
- 존 네빌 - 몸단장이 깔끔한 남자 역
- 딘 해글런드 - 리처드 “링고” 랭리 역
- 브루스 하우드 - 존 피츠제럴드 바이어스 역
- 톰 브레이드우드 - 멜빈 프로하이키 역
- 제프리 더먼 - 벤 브론슈와이그 역
- 제이슨 버게이 - 피폭지의 FBI 요원 역
- 마이클 셰이머스 와일스 - 검은 머리 남자 역
- 테리 오퀸 - 담당 특수 요원 대리어스 미쇼 역
- 루커스 블랙 - 스티비 역
- 게리 그럽스 - 소방대장 쿨러스 역
- 조지 머독 - 세컨드 엘더 역
- 글렌 헤들리 - 바텐더 역 (크레디트 미기재)

## 우리말 녹음
KBS 성우진 (2001년 3월 17일)
- 이규화 - 멀더(데이비드 듀코브니)
- 서혜정 - 스컬리(질리언 앤더슨)
- 김현직 - 커츠와일(마틴 랜다우)
- 임종국 - 몸단장이 깔끔한 남자(존 네빌)
- 이봉준 - 스키너 부국장(미치 필레지)
- 김정호 - 담배 피우는 남자(윌리엄 B. 데이비스)
- 유민석 - 대리어스(테리 오퀸) / 콘라트(아르민 뮐러슈탈)
- 이윤선 - 프로하이키(톰 브레이드우드)
- 이호인 - 바이어스(브루스 하우드)
- 김익태 - 랭리(딘 해글런드) / 브론슈와이그(제프리 더먼)
- 최문자 - 재나 캐시디(블라이드 대너) / 스티비(루커스 블랙)
- 김관진 - 댈러스 FBI 요원(스티브 랭킨) / 병원 군인
- 은미 - 바텐더(글렌 헤들리)